# KFバイリス・バルシュ
KFバイリス・バルシュ（アルバニア語: Klubi i Futbollit Bylis Ballsh）は、アルバニアのフィエル州のバルシュ（Ballsh）をホームタウンとするサッカークラブ。

## 歴史
2013年、クパ・エ・シュチパリセ準決勝で前年度の準優勝チームであり、2012-13シーズンのカテゴリア・スペリオレ優勝チームでもあるKFスカンデルベウ・コルチャに勝利して決勝に初進出したが、KFラチに0-1で敗れて準優勝に終わった。

## 欧州の成績
| シーズン  | 大会                   | ラウンド | 対戦相手                 | ホーム | アウェー | 合計 |
| --------- | ---------------------- | -------- | ------------------------ | ------ | -------- | ---- |
| 1999-2000 | UEFAカップ             | 予選     | インテル・ブラチスラヴァ | 0-2    | 1-3      | 1-5  |
| 2001      | UEFAインタートトカップ | 1回戦    | Uクラヨーヴァ            | 0-1    | 3-3      | 3-4  |